# Suzuki Shigehide
Suzuki Shigehide (鈴木重秀, né en 1546, mort en 1586) est le fils du renommé Suzuki Sadayu, dernier chef des Saika-ikki durant les dernières années de l'époque Sengoku du Japon féodal. Ami de Ankokuji Ekei, il est aussi surnommé Magoichi Saika.
Sur les estampes de l'époque d'Edo qui le représentent, son nom est souvent indiqué en tant que « Suzuchi Hida-no-kami Shigeyuki » en raison de la censure stricte de la période, qui interdisait l'illustration d'événements historiques récents.

## Source de la traduction
- (en) Cet article est partiellement ou en totalité issu de l’article de Wikipédia en anglais intitulé « Suzuki Shigehide » (voir la liste des auteurs).